# Argyrodes colubrinus
Argyrodes colubrinus (лат.) — вид аранеоморфных пауков из семейства пауков-тенётников (Theridiidae). Обитает в Австралии, в штатах Виктория, Новый Южный Уэльс и Квинсленд.
Небольшой паук с тонким и длинным телом, напоминающий веточку. Длина тела самцов составляет 13 миллиметров, самки — 22 мм. Окраска варьирует от кремового до коричневого и зеленоватого цвета. Часто встречается на высоте около метра над землёй.
Паук питается мелкими пауками и некоторыми насекомыми. Он ждёт свою жертву в засаде и когда мелкий паук попадает в паутину, он спускается и при помощи последней пары ног оборачивает жертву в шёлковую нить.
Кокон с яйцами размером 4 мм х 3 мм, с небольшим выступом у основания содержит от 40 до 50 жёлто- зелёных яиц диаметром 0,7 мм.